# Бланко, Альберто (тяжелоатлет)
Альберто Бланко (исп. Alberto Blanco Fernández; род. 17 февраля 1950) — кубинский тяжелоатлет, чемпион Панамериканских игр и Игр Центральной Америки и Карибского бассейна, бронзовый призёр чемпионатов мира и Олимпийских игр, олимпийский рекордсмен, участник двух Олимпиад.

## Карьера
На летних Олимпийских играх 1976 года в Монреале Бланко выступал в весовой категории до 90 кг, набрал в сумме двоеборья 345 кг и занял 6-е место.
На следующей Олимпиаде в Москве кубинец выступал в более тяжёлой категории — до 100 кг. Он набрал в сумме 385 кг (172,5 + 212,5) и завоевал бронзовую медаль, уступив представителю Чехословакии Ота Зарембе (180 + 215 = 395 кг) и советскому штангисту Игорю Никитину (177,5 + 215 = 382,5 кг). По ходу соревнований Бланко установил четыре олимпийских рекорда: два в рывке (167,5 и 172,5 кг) и два в толчке (207,5 и 212,5 кг), которые, однако, были побиты в тот же день его соперниками. В рамках олимпийского турнира также были разыграны медали 54-го чемпионата мира по тяжёлой атлетике.